# Clifford Allen

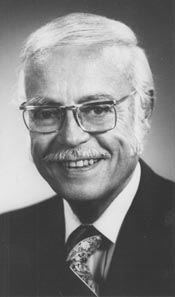
Clifford Allen

Clifford Robertson Allen (* 6. Januar 1912 in Jacksonville, Florida; † 18. Juni 1978 in Nashville, Tennessee) war ein US-amerikanischer Politiker. Zwischen 1975 und 1978 vertrat er den Bundesstaat Tennessee im US-Repräsentantenhaus.

## Werdegang
Clifford Allen besuchte die Friends Elementary and High School in der Bundeshauptstadt Washington. Nach einem anschließenden Jurastudium an der Cumberland University in Lebanon und seiner im Jahr 1931 erfolgten Zulassung als Rechtsanwalt begann er in seinem neuen Beruf zu arbeiten. Gleichzeitig schlug er als Mitglied der Demokratischen Partei eine politische Laufbahn ein. Zwischen 1949 und 1951 sowie nochmals von 1955 bis 1959 saß er im Senat von Tennessee. In den Jahren 1950, 1952 und 1956 kandidierte er jeweils erfolglos für das Amt des Gouverneurs von Tennessee. Zwischen 1960 und 1975 war Allen Grundsteuerschätzer im Davidson County. Im Jahr 1970 war er Präsident der International Association of Assessing Officers. Ein Jahr später übte er die gleiche Funktion für deren regionale Vereinigung in Tennessee aus. Ebenfalls im Jahr 1971 war Allen Mitglied einer Versammlung zur Überarbeitung der Verfassung von Tennessee.
Nach dem Rücktritt des Abgeordneten Richard H. Fulton wurde Allen bei der fälligen Nachwahl für den fünften Sitz von Tennessee zu dessen Nachfolger in das US-Repräsentantenhaus in Washington gewählt, wo er am 25. November 1975 sein neues Mandat antrat. Nachdem er bei den regulären Wahlen des Jahres 1976 wiedergewählt worden war, konnte er bis zu seinem Tod am 18. Juni 1978 im Kongress verbleiben.